# 영안사

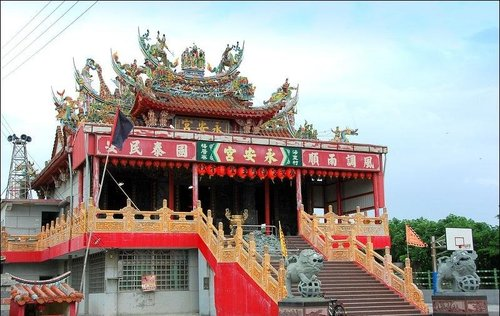
영안사

영안사는 중화민국 윈린 현 마이랴오 향의 사원이다. 1991년 시공을 시작하여 1992년 준공하였다. 전형적인 타이완 사찰로서 도교, 불교 등 각 종교의 색채가 서로 조화를 이루며 어우러져 있다.

## 축하
- 음력 10월 3일